# Ademir Kenović
Pour les articles homonymes, voir Kenović.
Ademir Kenović, né le 14 septembre 1950 à Sarajevo (Yougoslavie), est un réalisateur et producteur bosnien.

## Biographie
Formation : université Denison[réf. nécessaire]

## Filmographie partielle

### Comme réalisateur

#### Au cinéma
- 1989 : Kuduz
- 1991 : Ovo malo duse
- 1994 : MGM Sarajevo: Covjek, Bog, Monstrum
- 1997 : Le Cercle parfait (Savršeni krug)
- 2004 : Secret Passage

#### À la télévision
- 1979 : Njen prijatelj Filip (téléfilm)
- 1987 : Ovo malo duse (téléfilm)